# Listă de filme de groază din anii 1980
Filmele de groază din anii 1980 sunt prezentate în următoarele articole:
- Listă de filme de groază din 1980
- Listă de filme de groază din 1981
- Listă de filme de groază din 1982
- Listă de filme de groază din 1983
- Listă de filme de groază din 1984
- Listă de filme de groază din 1985
- Listă de filme de groază din 1986
- Listă de filme de groază din 1987
- Listă de filme de groază din 1988
- Listă de filme de groază din 1989